# Хутро (фільм)
«Хутро: Уявний портрет Діани Арбус» (англ. Fur: An Imaginary Portrait of Diane Arbus) — американський кінофільм 2006 року, знятий режисером Стівеном Шейнбергом на основі біографічного роману Патриції Босворт. У фільмі розповідається про життя Діани Арбус у період початку її самостійної роботи як фотографа. За словами творців картини, фільм не є традиційною біографією, а радше фантазією, заснованою на припущенні про те, що «могло примусити 35-річну дружину і матір залишити своє комфортабельне життя заради пошуку самої себе у творчості, яку, імовірно, не кожен зможе сприйняти та оцінити».

## Сюжет
Стрічка є вільною екранізацією роману-біографії про Діану Арбус, написаного Патрицією Босворт, у якому розповідається про період творчості цієї жінки-фотографа починаючи з 1960-х років, коли її разючі роботи, на яких відображено людські фізичні вади та каліцтва, струснули світ фотографії, й закінчуючи її самогубством 1971 року (Арбус перерізала собі вени). Фільм, за словами режисера, не фокусується на подробицях життя Арбус, а має на меті освітлення найважливішого моменту її біографії — на прийнятті рішення відійти від зйомок зі своїм чоловіком, щоб фотографувати самій.
До такого кроку її підштовхує загадковий персонаж (у виконанні Роберта Дауні-молодшого), який приховує своє обличчя за маскою. Арбус відчуває в собі нездоланний потяг до цієї людини-монстра, який з голови до ніг вкритий густим хутром, й виявляє, що бачить у його потворності красу, яка підкорює її.

## У ролях
| Актор                 | Роль                  |
| --------------------- | --------------------- |
| Ніколь Кідман         | Діана Арбус           |
| Роберт Дауні-молодший | Лайонел Свіні         |
| Тай Баррелл           | Алан Арбус            |
| Гарріс Юлін           | Девід Немеров         |
| Джейн Александер      | Гертруда Немеров      |
| Еммі Кларк            | Грейс Арбус           |
| Женев'єва Маккарті    | Софі Арбус            |
| Боріс Макгівер        | Джек Генрі            |
| Емілі Бергл           | нова асистентка Алана |
| Метт Сервітто         | клієнт                |